# NGC 210
NGC 210 је спирална галаксија у сазвежђу Кит која се налази на NGC листи објеката дубоког неба.
Деклинација објекта је - 13° 52' 21" а ректасцензија 0h 40m 34,8s. Привидна величина (магнитуда) објекта NGC 210 износи 10,9 а фотографска магнитуда 11,7. Налази се на удаљености од 20,3000 милиона парсека од Сунца. NGC 210 је још познат и под ознакама MCG -2-2-81, IRAS 00380-1408, PGC 2437.